# Veszkény
Veszkény ist eine ungarische Gemeinde im Kreis Kapuvár im Komitat Győr-Moson-Sopron.

## Geografische Lage
Veszkény liegt 42 Kilometer südwestlich des Komitatssitzes Győr und 4,5 Kilometer östlich  der Kreisstadt Kapuvár. Nachbargemeinden sind Osli, Szárföld und Babót.

## Geschichte
Im Jahr 1913 gab es in der damaligen Kleingemeinde 156 Häuser und 1213 Einwohner auf einer Fläche von 1330 Katastraljochen. Sie gehörte zu dieser Zeit zum Bezirk Kapuvár im Komitat Sopron.

## Sehenswürdigkeiten
- Gedenkstein zur 750-Jahr-Feier
- Millenniumsgedenkstein
- 1956er-Denkmal
- Pietàs aus den Jahren 1755 und 1861
- Römisch-katholische Kirche Keresztelő Szent János születése, erbaut Ende des 18. Jahrhunderts im barocken Stil, um 1900 erweitert
- Römisch-katholische Kapelle Sarlós boldogasszony
- Weltkriegsdenkmal

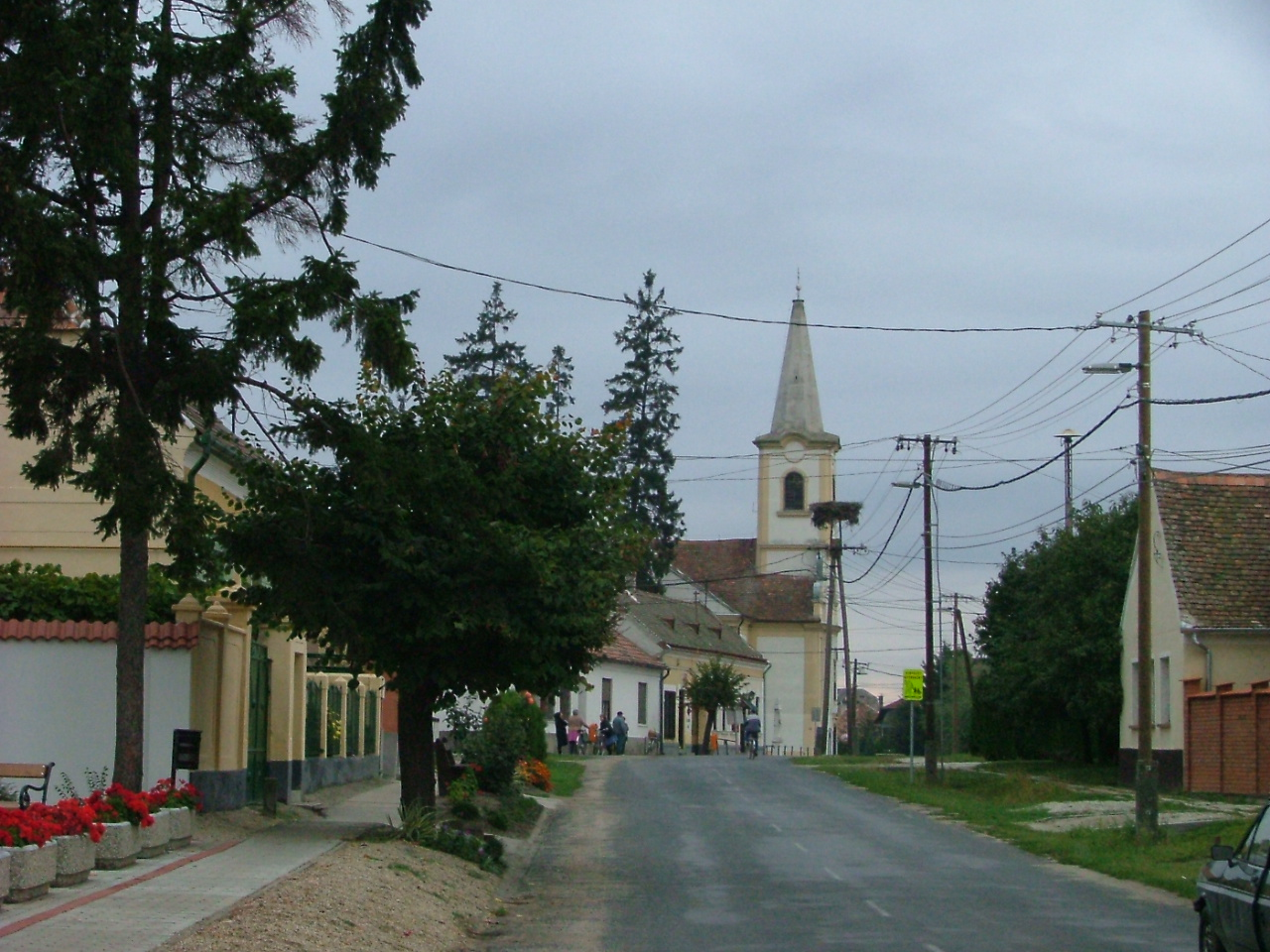
Blick auf die römisch-katholische Kirche Keresztelő Szent János születése
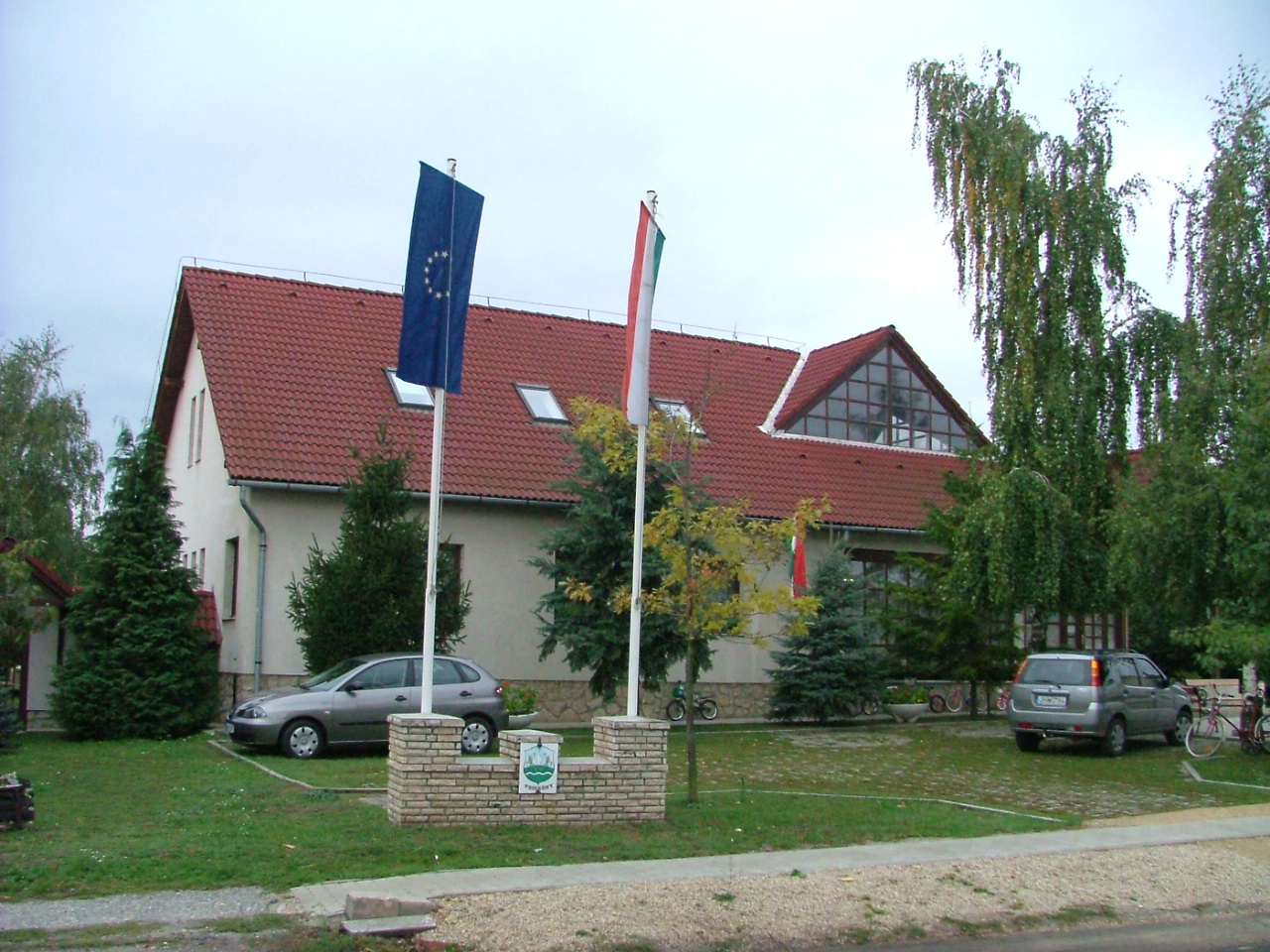
Gemeindeverwaltung
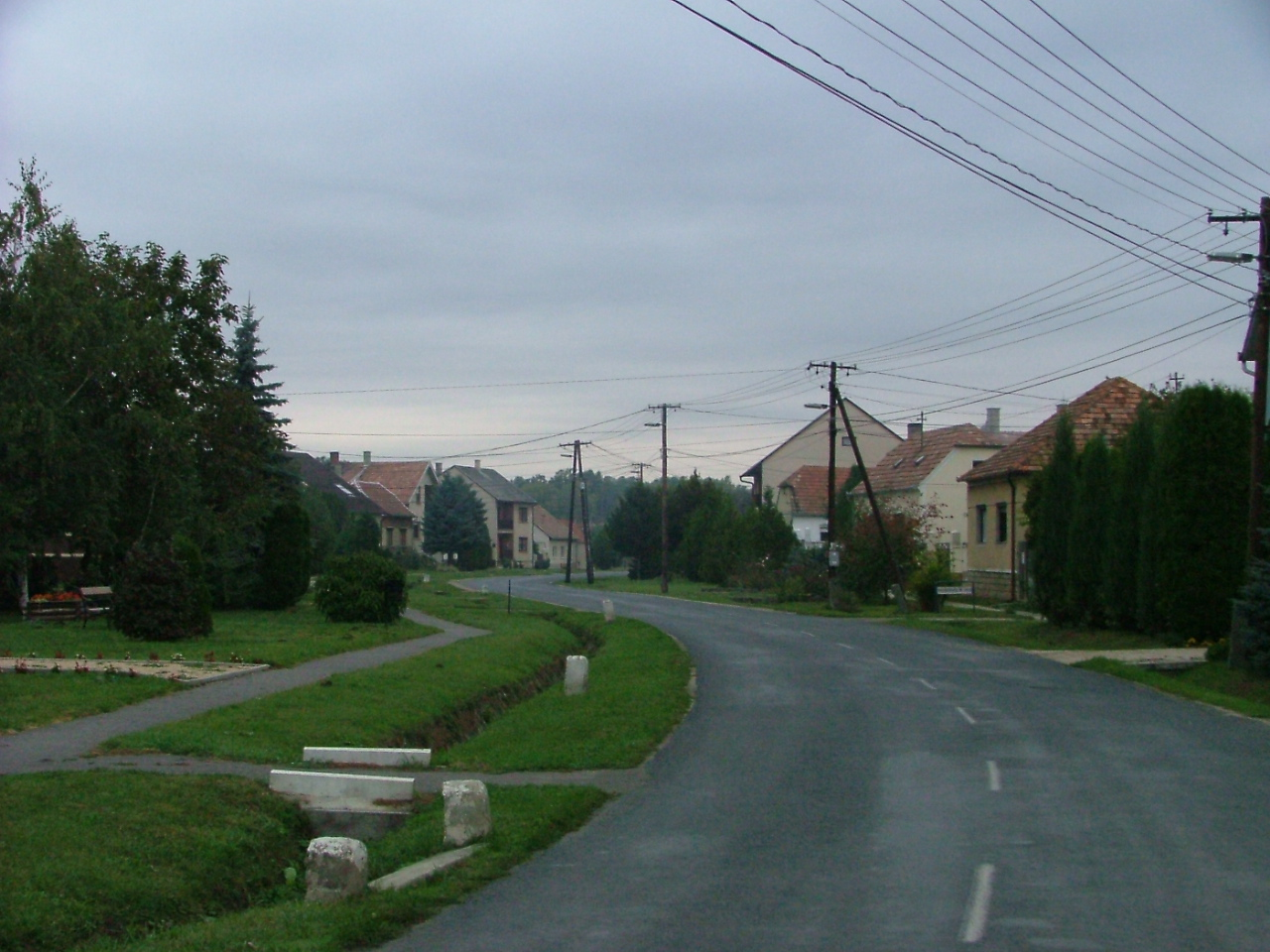
Park an der Hauptstraße (Fő utca)
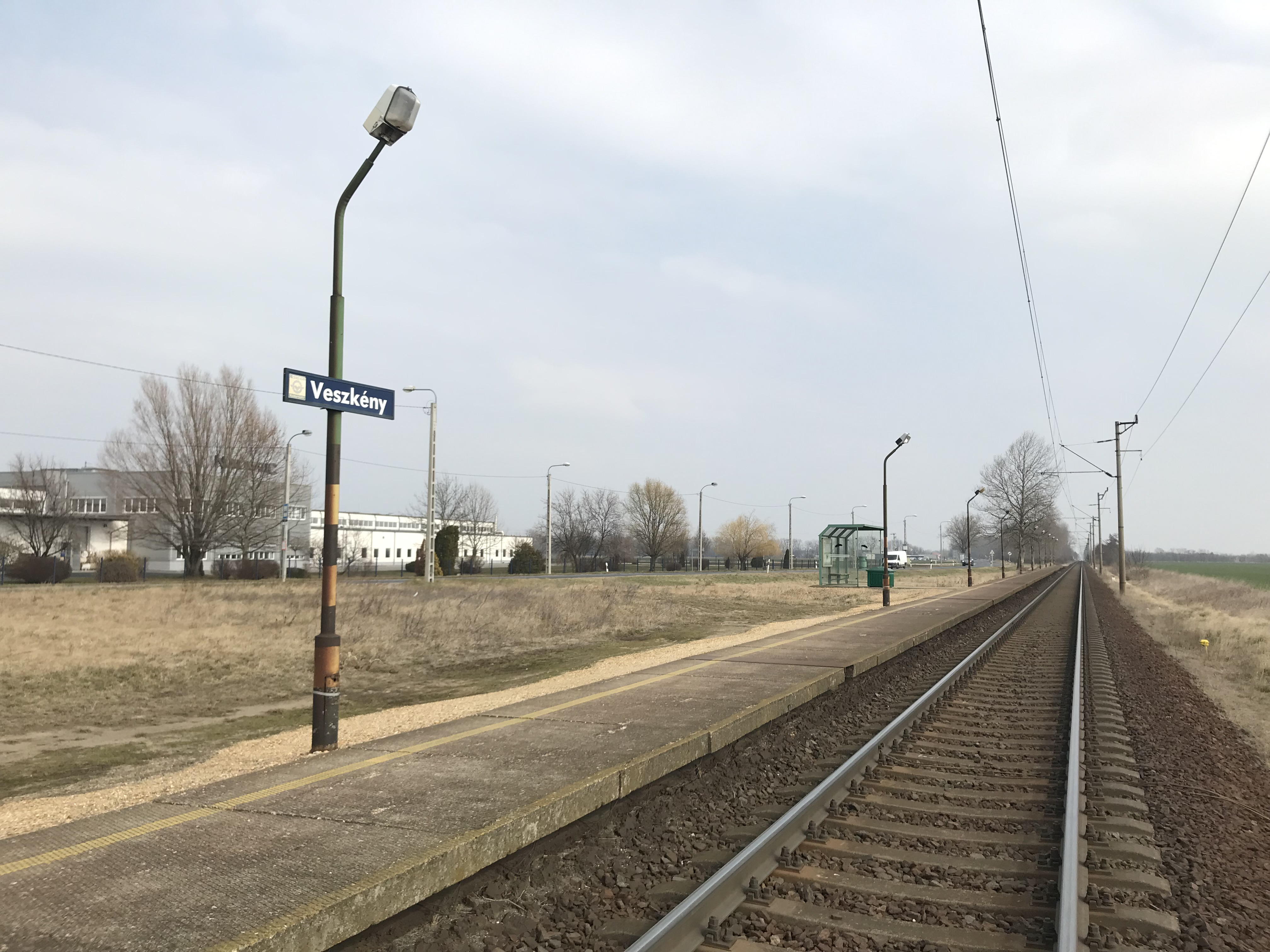
Eisenbahnhaltestelle Veszkény

## Verkehr
Durch Veszkény verläuft die Landstraße Nr. 8514, südlich des Ortes die Hauptstraße Nr. 85. Veszkény ist angebunden an die Eisenbahnstrecke von Győr nach Sopron. Zudem bestehen Busverbindungen über Csorna, Kóny und Enese nach Győr sowie über Kapuvár und Fertőszentmiklós nach Sopron.